# Dolichoscyta butleri
Dolichoscyta butleri là một loài bướm đêm trong họ Noctuidae.